# Blurry
Blurry (englisch für unklar, verschwommen) ist ein Jazzalbum von Daniel Levin. Es wurde am 3. Juni 2006 im Firehouse 12 Studio in New Haven (Connecticut) aufgenommen und erschien im Dezember 2007 bei HatHut Records.

## Hintergrund
Blurry ist nach Don't Go It Alone (Riti, 2003) und Some Trees (hatOLOGY, 2006) das dritte Album des Quartetts, das seit 2001 besteht. Nach dem ersten Album wurde der Trompeter Dave Ballou durch Nate Wooley ersetzt; die weiteren Mitglieder der Band sind Matt Moran (Vibraphon) und Joe Morris (Kontrabass). Prägend in der Gründungsphase waren für Levin die Eric-Dolphy-Alben Out There (1960, mit Ron Carter am Cello) und Out to Lunch! (1964) mit Bobby Hutcherson (Vibraphon) und Freddie Hubbard (Trompete).
Chris May sieht die schlagzeuglose Instrumentierung der Musik durch den Cellisten Daniel Levin in der Traditionslinie der frühen Experimente des Free Jazz um 1960 und des Third Stream/Cool Jazz ein halbes Jahrzehnt zuvor. Als Komponist und Arrangeur sei Levin stark von Ornette Coleman beeinflusst; weitere Vorbilder seien das Modern Jazz Quartet und die Gruppen des Schlagzeugers Chico Hamilton mit den Cellisten Fred Katz und Nat Gershman, ferner – insbesondere, was das Spiel von Wooley in den tieferen Registern betrifft – das Sextett des Klarinettisten Benny Goodman von 1940/41 mit dem Trompeter Cootie Williams: „Wooleys mute-facilitated vocalizations are uncannily evocative of Williams' trademark growls and smears“. Der Musikkritiker Stuart Broomer sieht in den einzelnen Titeln des Albums weitere Bezüge zur Musikgeschichte, zu Bach-Sonaten in der Ornette-Coleman-Komposition Law Years, zu Verfremdungen der elektronischen Musik in Improvisation II und Cannery Row, zur tiefen Lyrik nahöstlicher Musik (Untitled) sowie in den nach Clara Rockmores Thereminspiel klingenden Tremolos Levins auf dem Cello.

## Titelliste

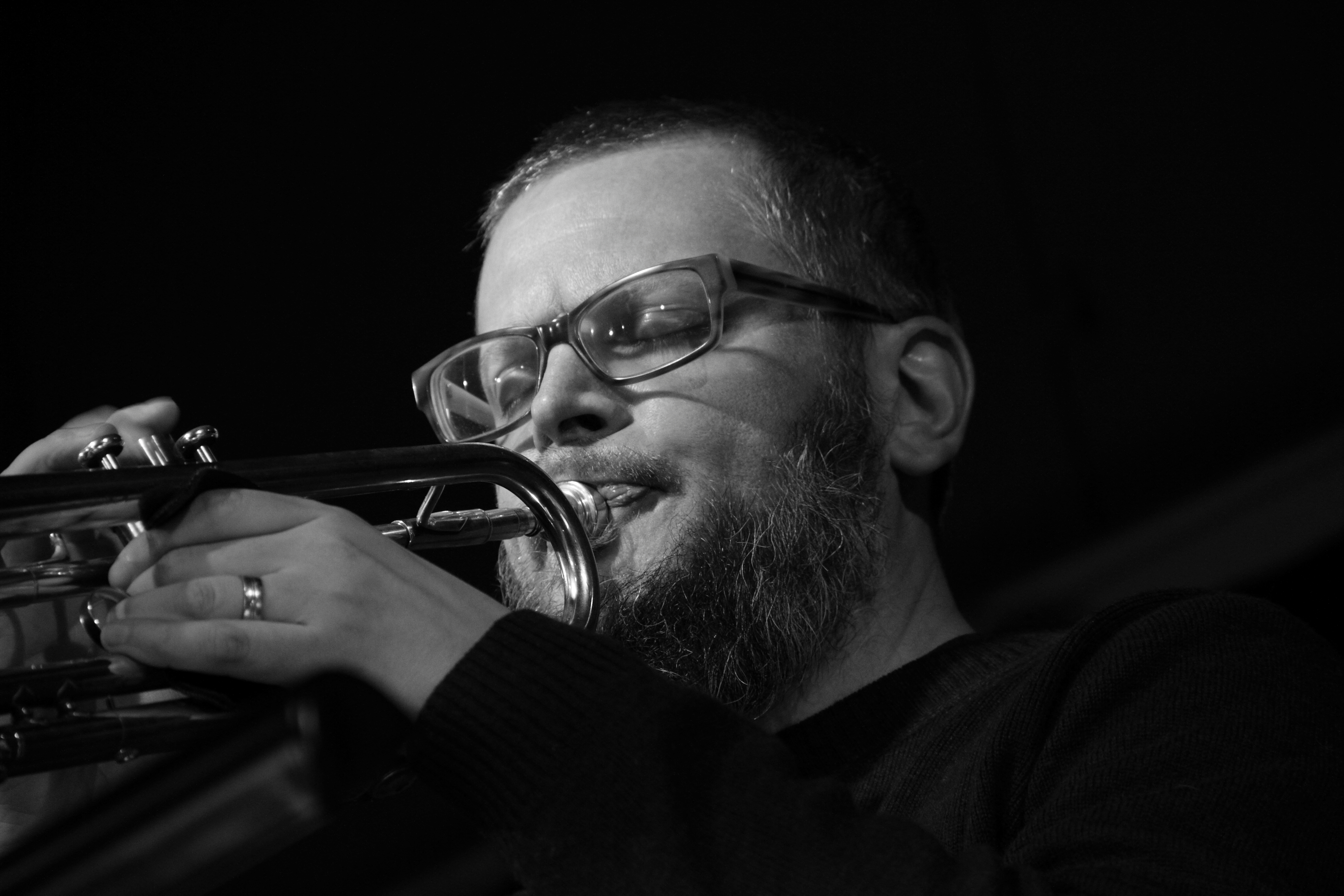
Nate Wooley, 2014

- Daniel Levin Quartet: Blurry (Hatology 653)

1. Law Years (Ornette Coleman) – 6:14
2. Improvisation II (Levin, Wooley, Moran, Morris) – 6:51
3. 209 Willard Street – 10:42
4. Cannery Row – 8:31
5. Untitled – 8:13
6. Relaxin' With Lee (Charlie Parker) – 5:19
7. Sad Song – 6:30
8. Blurry – 7:26

Alle anderen Kompositionen stammen von Daniel Levin.

## Rezeption
Chris May lobte das Album in All About Jazz als „eine außerordentliche Platte – wunderschön, wohlproportioniert und verführerisch – von einer Gruppe, die eine stille Sensation ist.“
Das Free Jazz Collective zeichnete das Album mit 4½ Sternen aus und bezeichnete es als „sehr empfehlenswert“ (highly recommended); mit Blurry bringe das Daniel Levin Quartett „ein Album von extremer ästhetischer Schönheit heraus, voll Traurigkeit, Melancholie und spätabendlicher Langsamkeit“. Die Musik fließe in langsamen Tempo, nur selten mit allen vier Musikern gleichzeitig, um in rotierenden Rollen den jeweiligen Solisten zu unterstützen. Das Album führe die Ideen der vorangegangenen Platte weiter und gehe dabei noch einen Schritt weiter, was die Reduktion der Strukturen und der Kompositionen angehe, und schaffe so mehr Raum für die Freiheit der Interaktion und emotionaler Ausdrucksformen. „Obwohl die Musik rund um leeren Raum und viel Stille aufgebaut ist, ist dies Musik mit Substanz, dramatischer Kraft und musikalischem Anspruch.“ Lediglich Improvisation II und besonders das Titelstück, mit dem das Album endet, münden in eher raue freie Improvisation, die in starkem Kontrast mit der Intimität der anderen Stücke steht und so die dunkle Seite unterhalb der Schönheit offenbare.

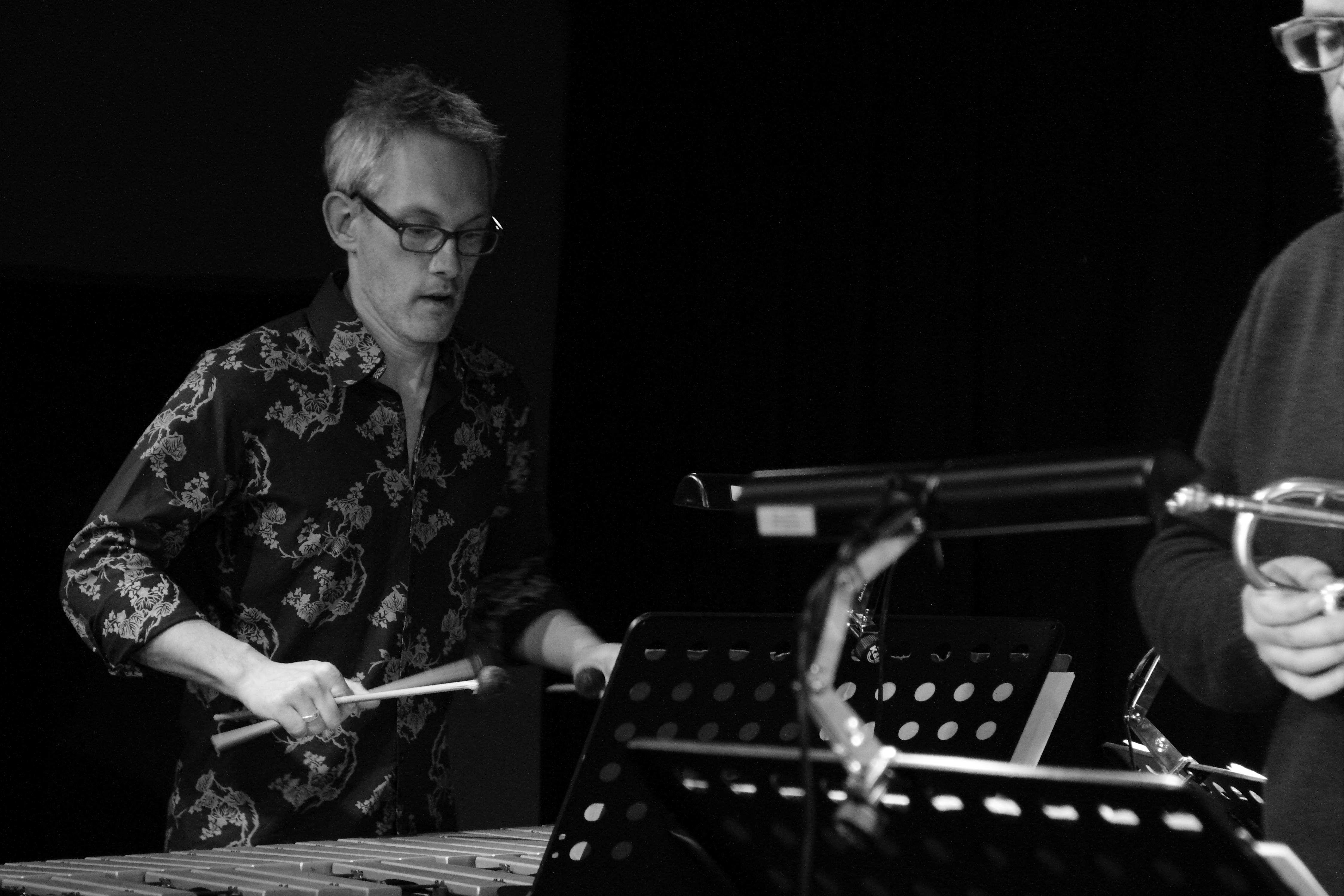
Matt Moran, 2014

Culture Jazz notierte, das Besondere dieses Quartetts sei nicht nur in der atypischen Instrumentierung, sondern auch in der klanglichen Beschaffenheit, die wie Kammermusik erscheine. „Selbst in den stark improvisierten und abenteuerlichsten Passagen konserviert man den Eindruck tiefsinniger Ruhe (Improvisation II)“. Mit dem Einbezug des exzellenten Kontrabassisten Joe Morris in diese Formation befreie sich Daniel Levin von rhythmischen Funktionen und bevorzuge das Bogenspiel, um sich Zeit zu nehmen Ideen zu entwickeln, indem er sehr poetische Klangräume schaffe. Nach dem Vorgängeralbum Some Trees gewinne mit Blurry diese Formation an reife und habe die Besonderheiten seines Klanguniversums bekräftigt, indem es ein richtiges Gleichgewicht der Klangfarben gefunden habe, besonders durch das bemerkenswerte Vibraphonspiel von Matt Moran. Abschließend lobt der Autor die Klangqualität der Aufnahme.